# Аксель, Тамара Михайловна
Тамара Михайловна Аксель (8 марта 1912, Санкт-Петербург — 1990) — советский переводчик.

## Биография
Окончила Ленинградский государственный педагогический институт имени А. И. Герцена (1933). Награждена орденом «Знак Почёта», медалями. Член Союза писателей СССР (1949). Урна с прахом захоронена на Донском кладбище.

## Переводы
Переводы прозы с языков народов СССР. Также известна переводами с чешского языка — Карела Чапека, Фучика и других.